# 中村晃 (実業家)
中村 晃（なかむら あきら、1931年1月27日 - 2005年7月14日）は、日本の実業家。北海道国際航空（AIRDO）社長。東京都出身。

## 経歴
1931年1月27日東京都で生まれる。慶應義塾幼稚舎、慶應義塾普通部入学。1952年、慶應義塾大学経済学部を卒業後、日本航空株式会社に第一期の大学卒社員として入社。1957年、ロサンゼルス支店に栄転。1973年、日本航空株式会社を退社。翌年の1974年に、渡辺音楽出版に入社。1985年から西武セゾングループ・ヴィーヴルに入社。1988年に、ヴァージン・アトランティック航空日本支社長に就任。1994年に、ヴァージン・アトランティック航空を退社。1997年には、北海道国際航空（AIRDO）社長に就任。翌年の1998年には会長の役職を得るが、激務により病に冒されてしまう。病と闘いながら業務を全うするも、体力の限界が訪れてしまい2000年にAIRDOを退社。その後は家族の支えの中闘病生活を続けたが、2005年7月14日に永眠。奇しくもこの日は、AIRDOの初代で先代の社長でもある浜田輝男の命日でもあった。

## 著作
- できないんです、好き以外。ー 一流の企業人たちと生きた、カッコイイ日々 ー（新風舎、2007年）